# Эльгян
Эльгя́н (якут. Элгээн) — село в Сунтарском улусе Республики Саха (Якутия) России. Входит в состав Кюндяйинского наслега.

## География
Село находится в юго-западной части Якутии, в правобережной части долины реки Вилюй, при федеральной автотрассе А331 «Вилюй», на расстоянии примерно 26 км (по прямой) к северо-северо-западу (NNW) от села Сунтар, административного центра улуса.
Климат
Климат характеризуется как резко континентальный. Средняя температура воздуха самого тёплого месяца (июля) составляет 17-18 °C; самого холодного (января) — −34 − −50 °C. Среднегодовое количество атмосферных осадков составляет 250—300 мм.
Часовой пояс
Село Эльгян находится в часовой зоне МСК+6. Смещение применяемого времени относительно UTC составляет +9:00.

## Население
| 2002 | 2010 | 2021 |
| ---- | ---- | ---- |
| 13   | ↗14  | ↘9   |

Половой состав
По данным Всероссийской переписи населения 2010 года в гендерной структуре населения мужчины составляли 57,1 %, женщины — соответственно 42,9 %.
Национальный состав
Согласно результатам переписи 2002 года, в национальной структуре населения якуты составляли 100 % из 13 чел.